# یک عشق واقعی
یک عشق واقعی (به انگلیسی: One True Loves) فیلمی محصول سال ۲۰۲۳ و به کارگردانی اندی فیکمن است. در این فیلم بازیگرانی همچون فیلیپا سو، سیمو لیو، لوک بریسی، میکلا کونلین، مایکل اوکیف، لورن تام، تام اورت اسکات و بت بروریک ایفای نقش کرده‌اند.